# Forte de São Fernando (Porto Martins)

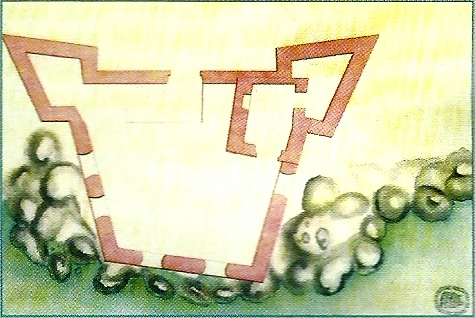
Forte de São Fernando (Francisco Xavier Machado, 1772, ANTT).

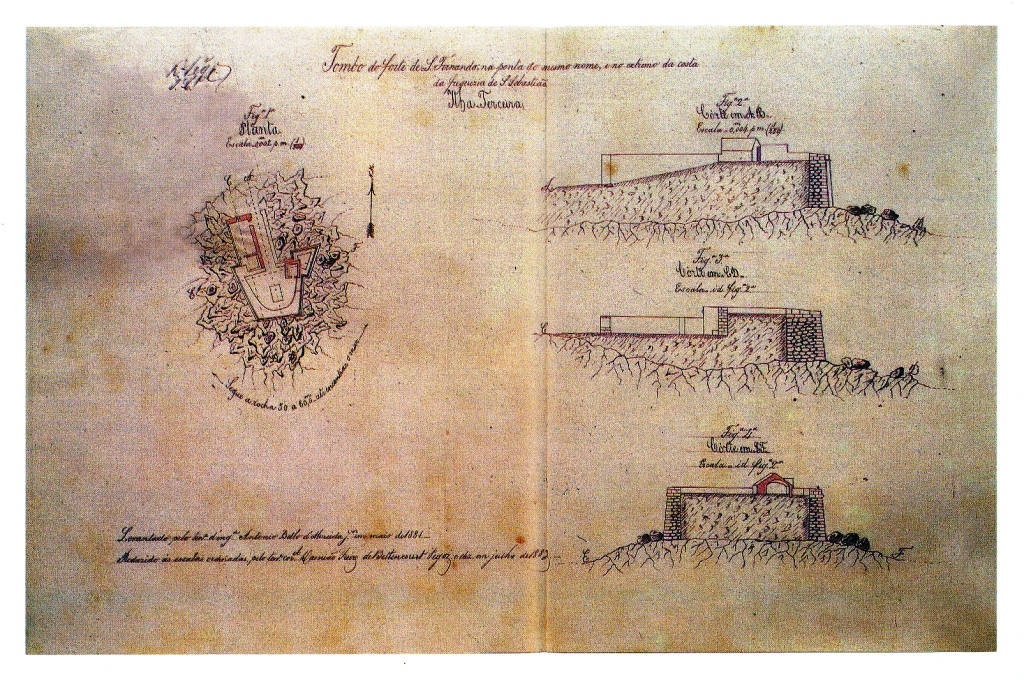
Planta do Forte de São Fernando (Almeida Jr.; Damião Pego, 1881; 1883).

O Forte de São Fernando localizava-se na ponta de São Fernando, hoje na freguesia de Porto Martins, concelho da Praia da Vitória na ilha Terceira, nos Açores.
Primitivamente compreendida na freguesia de Vila de São Sebastião, concelho de Angra do Heroísmo, com a criação da de Porto Martins passou a estar compreendida nesta última.
Em posição dominante sobre este trecho do litoral, constituiu-se em uma fortificação destinada à defesa deste ancoradouro contra os ataques de piratas e corsários, outrora frequentes nesta região do oceano Atlântico. Cooperava com o Forte de São Francisco, na defesa da baía de São Fernando.

## História
Foi uma das fortificações erguidas na Terceira no contexto da crise de sucessão de 1580 pelo então corregedor dos Açores, Ciprião de Figueiredo e Vasconcelos, conforme o plano de defesa da ilha elaborado por Tommaso Benedetto em 1567, após o ataque do corsário francês Pierre Bertrand de Montluc ao Funchal (outubro de 1566), intentado e repelido em Angra no mesmo ano (1566):
"Não havia naquele tempo [Crise de sucessão de 1580] em toda a costa da ilha Terceira alguma fortaleza, excepto aquela de S. Sebastião, posto que em todas as cortinas do sul se tivessem feito alguns redutos e estâncias, nos lugares mais susceptíveis de desembarque inimigo, conforme a indicação e plano do engenheiro Tomás Benedito, que nesta diligência andou desde o ano de 1567, depois que, no antecedente de 1566, os franceses, comandados pelo terrível pirata Caldeira, barbaramente haviam saqueado a ilha da Madeira, e intentado fazer o mesmo nesta ilha, donde parece que foram repelidos à força das nossas armas." 
A seu respeito, DRUMMOND registou: "e muito mais seguro ficou [o Porto Novo] depois que se lhe fez o forte de S. Francisco, que só por si pode varrer toda aquela vasta baía até São Fernando, outro bom forte, já ambos no termo da Praia."
No contexto da Guerra da Sucessão Espanhola (1702-1714) encontra-se referido como "O Forte de S. Fernando." na relação "Fortificações nos Açores existentes em 1710".
Com a instalação da Capitania Geral dos Açores, o seu estado foi assim reportado em 1767:
"17º - Forte de São Fernando. Está reformado de novo e precisa de huma porta. Tem quatro canhoneiras e quatro peças de ferro, tres boas e huma incapaz, os reparos de tres estão bons, e o outro está incapaz, precisa para se guarnecer quatro artilheiros e dezeseis auxiliares."
Encontra-se referido como "Forte de S. Fernando" no relatório "Revista dos fortes e redutos da ilha Terceira", do capitão de Infantaria Francisco Xavier Machado (1772).
Encontra-se referido como "16. Forte de S. Fernando" no relatório "Revista aos fortes que defendem a costa da ilha Terceira", do Ajudante de Ordens Manoel Correa Branco (1776), que apenas assinala: "Achase reedificado de novo, porém careçe hua tarimba, na sua caza, e porta, e portáo na Forte."
A "Relação" do marechal de campo Barão de Bastos em 1862 informa que "Tem algumas ruinas a cuja reparação se está procedendo."
O tombo de 1881 encontrou-o abandonado e em ruínas.
Atualmente subsistem apenas vestígios.

## Características

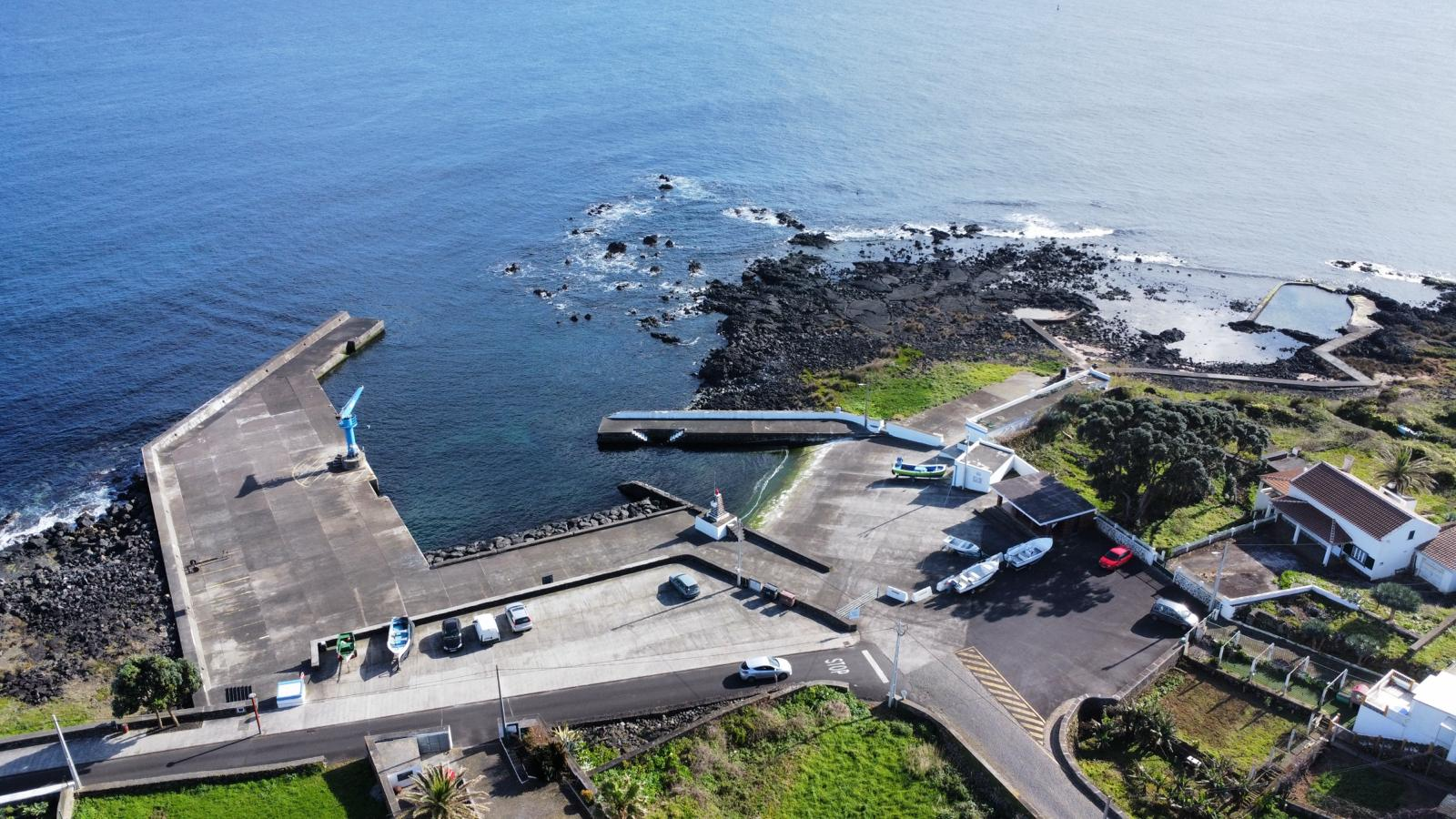
Porto de São Fernando, Porto Martins ilha Terceira, Açores

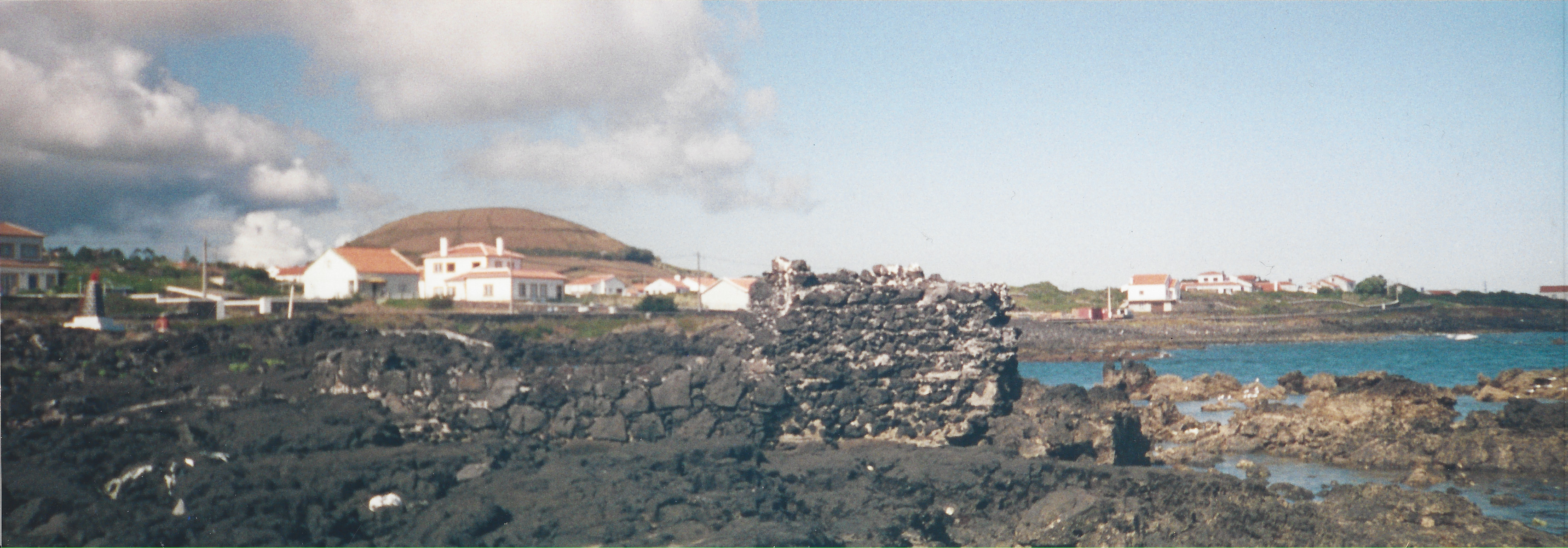
Ruínas do Forte de São Fernando década de 1990. Ruínas desapareceram durante a década de 2000.

Do tipo abaluartado, apresentava planta poligonal irregular, adaptado ao terreno. Primitivamente com dois baluartes pelo lado de terra e cinco canhoneiras nas três faces voltadas ao mar, à época do Tombo de 1881 contava com apenas um baluarte e possuía espaço para apenas uma peça no terrapleno. Media então uma área total de 328 metros quadrados.
Pelo lado este possuía um baluarte a cobrir o paiol à prova de bombas no terrapleno. A entrada desse paiol era feita por cima da muralha.
No exterior, adossado ao muro da direita, erguiam-se a casa da guarda e uma cozinha.